# Hystriomyia lata
Hystriomyia lata là một loài ruồi trong họ Tachinidae.